# Condado de Claiborne (Misisipi)
El condado de Claiborne (en inglés: Claiborne County), fundado en 1802, es un condado del estado estadounidense de Misisipi. En el año 2000 tenía una población de 11.831 habitantes con una densidad poblacional de 9 personas por km². La sede del condado es Port Gibson.

## Geografía
Según la Oficina del Censo, el condado tiene un área total de 1299 km² (501,5 mi²), de la cual 1231 km² (475,3 mi²) es tierra y 39 km² (15,1 mi²) es agua.

## Demografía
En el 2000 la renta per cápita promedia del condado era de $ 22,615 y el ingreso promedio para una familia era de $29,867. El ingreso per cápita para el condado era de $11,244. En 2000 los hombres tenían un ingreso per cápita de $28,777 frente a $20,140 para las mujeres. Alrededor del 32.40% de la población estaba bajo el umbral de pobreza nacional.

## Condados adyacentes
- Condado de Warren (norte)
- Condado de Hinds (noreste)
- Condado de Copiah (sureste)
- Condado de Jefferson (sur)
- Parroquia de Tensas, Luisiana (oeste)

## Localidades
Ciudades
- Port Gibson

Lugares designados por el censo
- Alcorn State University

Áreas no incorporadas
- Alcorn State
- Carlisle
- Grand Gulf
- Hermanville
- Pattison
- Russum

## Principales carreteras
- U.S. Highway 61
- Carretera 18
- Natchez Trace Parkway